# پورتو آلگری
پورتو آلگری (local تلفظ پرتغالی:[ˈpoɾtu aˈlɛɡɾi] (); Joyful Harbor) شهری بندری در برزیل است با جمعیتی حدود یک و نیم میلیون نفر. این شهر پایتخت و بزرگترین شهر در ایالت برزیلی ریوگرانده دوسول می‌باشد. جمعیت این شهر ۱٬۵۰۹٬۹۳۹ (۲۰۱۰) است. پورتو آلگری جنوبی‌ترین پایتخت در یک ایالت برزیلی است و یکی از مهمترین مراکز فرهنگی، سیاسی و اقتصادی در برزیل می‌باشد.
بیشتر ساکنان این شهر از قومیت‌های اروپایی هستند. این شهر در کنار رود گوآیبا قرار دارد. در سال‌های اخیر پورتو آلگری میزبان انجمن اجتماعی جهانی بوده‌است که سازمان‌های غیردولتی در آن شرکت می‌کنند. این شهر میزبان جام جهانی فوتبال ۲۰۱۴ نیز بوده‌است.

## جغرافیا
این شهر در کنار دریاچه اردک‌ها (Lagoa dos Patos) واقع شده‌است و همچنین این شهر با ساحل دریاچه گوآیبا نیز همجوار است که اکوسیستم بی‌نظیری دارد.

## مترو
متروی پورتو آلگری در سال ۱۹۸۵ تأسیس شده و هم‌اکنون دارای ۱ خط و ۲۲ ایستگاه می‌باشد.